# Mydaea nudiseta
Mydaea nudiseta este o specie de muște din genul Mydaea, familia Muscidae, descrisă de Stein în anul 1920. Conform Catalogue of Life specia Mydaea nudiseta nu are subspecii cunoscute.